# Rodolfo Valentino
Rodolfo Valentino (Castellaneta, la Pulla, Itàlia, 6 de maig de 1895 − Nova York, 23 d'agost de 1926) fou un actor italià. El seu nom de naixement era Rodolfo Pietro Filiberto Raffaelo Guglielmi di Valentina. Conegut en anglès com Rudolph Valentino, va encarnar el sex symbol llatí per excel·lència.

## Primers anys
Fill de mare francesa i pare italià, va néixer a Castellaneta, la Pulla, Itàlia. Tenia un germà petit, Alberto, una germana petita, Maria, i una germana gran que va morir en la infància, Beatrice. De petit, Valentino era un nen consentit i problemàtic. Mal estudiant, se saltava les classes sempre que podia, fins que la seva mare el va portar a una escola d'agricultura on va aconseguir un títol.
El 1912 viatja a París, on tarda menys d'un any a perdre tots els diners i a trucar a sa mare per demanar-li ajuda per tornar a Itàlia. Un cop hi va ser, fou incapaç de trobar una feina fins que els seus oncles van decidir enviar-lo als Estats Units.

## Nova York
El 1913, Valentino es va traslladar a Nova York a cercar fortuna. Després de dilapidar els seus diners com solia fer, va passar una temporada vivint als carrers i treballant com a jardiner, cambrer, ballarí i gigoló. A poc a poc, va fer amistats en l'alta societat, i va atraure l'atenció de l'hereva xilena Blanca de Saulles. No és segur que tinguessin una relació, però poc després, Saulles -amb el suport de Valentino- es va divorciar del seu marit al·legant una infidelitat. Al final, el mateix Valentino es va veure embolicat en l'escandalós divorci, que va acabar amb Blanca assassinant el seu marit amb un tret.
Després d'això, Valentino va decidir de traslladar-se a Hollywood i es va canviar el nom de Rodolfo Gugliemi per Rodolfo Valentino, en part per deixar enrere el que havia passat amb l'hereva xilena i en part perquè els estatunidencs no sabien pronunciar 'Gugliemi'.

## Hollywood
Ja a Hollywood, Valentino es va unir a una companyia d'opereta que es dirigia a Utah i allí els abandonà per fer cap a San Francisco, on va conèixer l'actor Norman Kerry, que el va convèncer de provar sort en el cinema mut. Fins llavors, Valentino només havia fet de figurant en algunes pel·lícules mudes a Nova York.
Va començar a treballar en diverses pel·lícules en què solien donar-li el paper de dolent o gàngster. Valentino era tot el contrari que l'actor "de moda" en aquells dies, Douglas Fairbanks, pàl·lid, d'ulls blaus i "el típic home americà". Això li va permetre de jugar la carta de latin lover, un galant exòtic completament allunyat del model de Fairbanks.
Finalment, va cridar l'atenció de la guionista June Mathis, que va decidir que era perfecte per a la seva pròxima pel·lícula, The Four Horsemen of the Apocalypse, dirigida per Rex Ingram. La pel·lícula va ser un èxit i li va valer a Valentino el renom de cames de tango. (Precisament, mentre filmaven l'escena del tango –en una ·muda- el que tocava de veritat era Xavier Cugat, amic de l'actor, amb un quartet improvisat). Després vindrien The sheik / El caid, el seu personatge més icònic, i anys més tard The Son of the Sheik. Amb la pel·lícula Sang i arena, al costat de Lila Lee i Nita Naldi, Valentino es va convertir en la major estrella masculina del seu temps. Malgrat tot, Valentino no estava gaire content amb el salari i es va embarcar en una gira de dansa pels Estats Units al costat de la ballarina Natacha Rambova. La gira va ser un èxit i Valentino guanyà uns 7.000 dòlars setmanals. En aquest mateix període, va publicar un llibre de poesia, From Day Dreams, i la seva biografia va aparèixer en forma de serial en revistes de cinema. També va gravar un disc, anomenat Valentino's Renditions. i va reptar un periodista a un combat de boxa per haver insinuat que era homosexual.

## Vida personal
El 1913 va tenir una aventura amb el milionari Cornelius Bliss, que l'havia contractat com a jardiner. A partir de llavors, freqüenta l'ambient homosexual i es casa amb l'actriu Jean Acker el 1919. Acker era una suposada amant de la també actriu Alla Nazimova, que l'havia amenaçat de destruir-li la carrera si l'abandonava, abans que aquesta es casés amb Valentino. Però el matrimoni amb Acker era una tapadora de les relacions homosexuals d'ambdós i quan es va fer el casament, Valentino mantenia una relació amb el periodista André Daven, a qui havia conegut a París. Després d'aquest matrimoni, que no arribà a durar un mes, mantingué una unió civil amb Natacha Rambova, de la qual també s'acabaria divorciant. En compliment de la llei californiana que obliga a esperar un any entre divorci i matrimoni, Valentino va passar tres dies a la presó i va ser posat en llibertat sota fiança. Fins que morí, se li atribueixen diverses relacions, entre les quals hi ha la que tingué amb l'actriu Pola Negri.

## Mort
El 15 d'agost de 1926, Valentino va ser hospitalitzat a Nova York i operat d'una úlcera perforada. Just quan se'n començava a recuperar, se li declarà una peritonitis. Va morir vuit dies després, a l'edat de 31 anys.
La seva sobtada mort, segons hom diu, va causar el suïcidi d'alguns admiradors. Està enterrat al Hollywood Forever Cemetery (abans Hollywood Memorial Park Cemetery), a Hollywood, Califòrnia.

## Filmografia
- My Official Wife (no acreditat) (1914)
- The Battle of the Sexes (no acreditat) (1914)
- The Quest of Life (no acreditat) (1916)
- Seventeen (no acreditat) (1916)
- The Foolish Virgin (no acreditat) (1916)
- Alimony (no acreditat) (no acreditat) (1917)
- Patria (no acreditat) (1916)
- A Society Sensation (1918)
- All Night (1918)
- The Married Virgin (1918)
- The Delicious Llittle Devil (1919)
- The Big Little Person (1919)
- A Rogue’s Romance (1919)
- The Homebreaker (no acreditat) (1919)
- Virtuous Sinners (1919)
- Out of Luck/Nobody Home (1919)
- Eyes of Youth (1919)
- Stolen Moments (1920)
- An Adventuress (1920)
- The Cheater (1920)
- Passion's Playground (1920)
- Once to Every Woman (1920)
- The Wonderful Chance (1920)
- Uncharted Seas (1921)
- The Four Horsemen of the Apocalypse (1921)
- The Conquering Power (1921)
- Camille (1921)
- The Sheik / El caid (1921)
- Sang i arena (1922)
- Moran of the Lady Letty (1922)
- A Trip to Paramountown (1922)
- Beyond the Rocks (1922)
- The Young Rajah (1922)
- Monsieur Beaucaire (1924)
- A Sainted Devil (1924)
- The Eagle (1925)
- Cobra (1925)
- The Son of the Sheik (1926)